# Matsudaira Yoritaka
Matsudaira Yoritaka est un nom japonais traditionnel ; le nom de famille (ou le nom d'école), Matsudaira, précède donc le prénom (ou le nom d'artiste).
Matsudaira Yoritaka (松平 頼位, 17 mars 1810-17 décembre 1886) est daimyo du domaine de Shishido à la fin de l'époque d'Edo. Il part tôt en retraite et son fils, Matsudaira Yorinori, lui succède. Cependant, Yoritaka reprend la tête du domaine à la mort de Yorinori en 1864. Bien que le domaine a été supprimé à la suite de son implication dans le chaos de la 天狗党 (Tengu-tō), révolte de 1864, le nouveau gouvernement basé à Satsuma-Chōshu de l'empereur Meiji pardonne à Shishido et autorise Yoritaka à récupérer ses anciennes possessions. Devenu han chiji (gouverneur domanial) par ordre impérial en 1869, il reste dans cette position jusqu'à l'abolition des domaines en 1871.
Après cela, il devient prêtre shintoïste et connaît la célébrité comme écrivain prolifique. Son fils Matsudaira Yoriyasu (松平 頼安, 1856-1940) lui succède à la tête de la famille en 1880. Natsu, petite-fille de Yoritake (la fille de Matsudaira Kō (松平 高, 1858-1923) et de Nagai Iwanojō (永井 岩之丞, 1845-1907), fils du fameux Nagai Naoyuki), est connue en tant que grand-mère de Yukio Mishima.Dans le cadre du nouveau système de noblesse, Yoriyasu est fait vicomte (shishaku, 子爵),,.
Yoritaka décède en décembre 1886 à l'âge de 76 ans.

## Source de la traduction
- (en) Cet article est partiellement ou en totalité issu de l’article de Wikipédia en anglais intitulé « Matsudaira Yoritaka » (voir la liste des auteurs).